# Miguel Tavares (calciatore)
Miguel Ângelo Almeida Vieira Tavares, noto semplicemente come Miguel Tavares (Lisbona, 29 agosto 1998), è un calciatore portoghese, attaccante dell'Academia P.C. in prestito dal Vizela.

## Biografia
Nato in Portogallo, ma di origini capoverdiane, Miguel Tavares viene da una famiglia di calciatori: entrambi i suoi fratelli, Cláudio e Jair, sono infatti calciatori professionisti. È cugino inoltre del centrocampista Renato Sanches.

## Caratteristiche tecniche
È un'ala destra.

## Carriera

### Club

#### Inizi giovanili
Nato a Lisbona, Miguel Tavares inizia a giocare a calcio al Casa Pia, prima di aggregarsi ai settori giovanili di altre squadre lisbonesi, come il Belenenses e lo Sporting. Completa poi il percorso giovanile al Linda-a-Velha, al Real (dal 2014 al 2016) e infine al Braga, dove rimane fino al 2017.

#### Mirandela
Per la stagione 2017-2018 milita nel Mirandela, compagine di terza serie portoghese, con cui arriva quarto in campionato e con cui totalizza 19 presenze e quattro reti.

#### Desportivo Aves
Nell'estate 2018 viene acquistato dal Desportivo Aves. Il 18 febbraio 2019 ha esordito in Primeira Liga disputando l'incontro perso 0-1 contro il Benfica.

#### Penafiel e Casa Pia
Dopo un breve prestito al Penafiel, nel 2020 Tavares torna a titolo definitivo al Casa Pia, la squadra con cui ha intrapreso i primi passi nel mondo del calcio.

## Statistiche
Statistiche aggiornate al 13 aprile 2019.

### Presenze e reti nei club
| Stagione        | Squadra         | Campionato      | Campionato | Campionato | Coppe nazionali | Coppe nazionali | Coppe nazionali | Coppe continentali | Coppe continentali | Coppe continentali | Altre coppe | Altre coppe | Altre coppe | Totale | Totale | Totale |
| Stagione        | Squadra         | Comp            | Pres       | Reti       | Comp            | Pres            | Reti            | Comp               | Pres               | Reti               | Comp        | Pres        | Reti        | Pres   | Reti   |        |
| --------------- | --------------- | --------------- | ---------- | ---------- | --------------- | --------------- | --------------- | ------------------ | ------------------ | ------------------ | ----------- | ----------- | ----------- | ------ | ------ | ------ |
| 2017-2018       | Mirandela       | CdP             | 20         | 4          | CP              | 0               | 0               |                    | -                  | -                  |             | -           | -           | 20     | 4      |        |
| 2018-2019       | Desp. Aves      | PL              | 5          | 0          | CP+CdL          | 0               | 0               |                    | -                  | -                  |             | -           | -           | 5      | 0      |        |
| Totale carriera | Totale carriera | Totale carriera | 25         | 4          |                 | 0               | 0               |                    | -                  | -                  |             | -           | -           | 25     | 4      |        |